# John von Neumann
John von Neumann (madžarsko margittai Neumann János Lajos), madžarsko-ameriški matematik, fizik, pionir računalništva, * 28. december 1903, Budimpešta, Avstro-Ogrska (sedaj Madžarska), † 8. februar 1957, Washington, ZDA.
John von Neumann, madžarsko-ameriške narodnosti je bil matematik, fizik, izumitelj, računalniški znanstvenik in splošni vseved. Dodal je velik prispevek k razvoju: matematike (osnovah matematike, funkcionalni analizi, teoriji periodičnosti, geometriji, topologiji in numerični analizi), fizike (kvantni mehaniki, hidrodinamiki in kvantni statistični mehaniki), ekonomiji (“teoriji igre”, ang. “game theory”), računalniški znanosti (Von Neumannova arhitektura, linearno programiranje in samopodvojitveni procesi) in statistiki.
Utemeljil je novo vejo matematike, teorijo iger. Velja za očeta računalniških znanosti in sodobnih računalnikov.
Podal je algoritem za računanje naključnih števil, znan pod imenom postopek srednjega kvadrata. Če ga uporabimo na dveh številih, kvadriramo začetno število in izdvojimo njegovi srednji števki, ki sta naslednji člen naključnega zaporedja. Na primer, če začnemo s 35, kvadriramo, dobimo 1225. Srednji števki sta 22, in zaporedje 35, 22 ...

## Življenje
Že od malih nog ga je zanimala matematika, narava števil in logika sveta. Pri 6 letih je pokazal naravno afiniteto do števil, ko je vprašal mamo, ki je gledala zamaknjeno: ‘’Kaj preračunavaš?’’
Ko je bil star komaj 6 let je znal deliti osemmestna števila na pamet. Kljub velikemu talentu za matematiko, so ga zanimale tudi druge stvari. Pri osmih letih se je zelo zanimal za zgodovino in prebral je veliko knjig o splošni zgodovini. Starša sta ga spodbujala pri vsakem koraku, vendar ga nista preveč pritiskala k delu, kar je mu je izoblikovalo všečen značaj.
Šolanje je začel v Budimpešti pod mentorstvom M. Fekete, s katerim sta leta 1921 izdala njegovo prvo znanstveno razpravo. Istega leta se je vpisal na Univerzo v Budimpešti, kjer je študiral kemijo. Do leta 1925, ko je je končal študij kemije in postal kemijski inženir, je svoj študij dvakrat prenesel, najprej v Berlin in nato še v Zürich. Nato se je posvetil svoji prvi ljubezni - matematiki in leta 1928 dokončal doktorat v matematiki.
Leta 1930 je bil povabljen na Univerzo Princeton, kjer so mu ponudili mesto med šestimi profesorji matematike. Delovnega mesta nikoli ni zapustil. Potem se je preselil v Ameriko zaradi prihajajoče vojne in dobil državljanstvo. Finančno mu je pomagal Oskar Morganstern.
Leta 1929 se je poročil z Marietto Kovesi, ki jo je poznal že od otroštva. Šest let kasneje sta dobila hčerko. John von Neumann ni prispeval k vzgoji hčere ali hišnih opravilih, ker je to delo pripisoval ženi. Zaradi razlike v živahni ženi in uglajenemu možu so se stopnjevale do ločitve leta 1936. Že dve leti pozneje se je poročil s Klaro Dan.
Njegovo zanimanje do računalnikov se je razlikovalo od vrstnikov predvsem v tem, da je on pri specifičnih problemih hitro uporabil matematiko za rešitev problema pri računalniku. Med vojno se je izučil hidrodinamike, meteorologije, statistike in teorijo igre. To mu je omogočilo sodelovanje pri veliko projektih in uporabo mehaničnih naprav za računanje. Prvič se je izpostavil s programom za IBMov računalnik Harvard Mark I (ASCC) .
Tudi v obdobju prihajajoče 2. svetovne vojne je igral veliko vlogo kot poslovni svetovalec v več državah in s pridom uporabljal svojo zmožnost reševanja problemov.
Po vojni pa se je koncentriral na ustanavljanje inštitutov za napredne študije ( Institute for Advanced Studies-IAS) po celem svetu.
Ko so mu diagnosticirali raka, je delal kot je le mogel. Na vozičku za invalide se je udeleževal slovesnosti v njegovo čast. Kljub temu da je v svojem življenju dosegel veliko, si ni mogel predstavljati sveta ne da bi njegove misli stalno nekaj mislile in reševale. Umrl je 8. februarja 1957, 18 mesecev po diagnozi raka.

## Delo
Njegove analize, struktur samo-podvojevanja so bili začetki odkrivanja strukture molekule DNK.
V času druge svetovne vojne je deloval kot eden vodilnih matematikov pri izdelavi atomske bombe v Projektu Manhattan. Izumil je matematični model za “eksplozivne leče”, uporabljene v jedrskem orožju. Po vojni je služil svetovalec za rabo jederske energije in kasneje postal eden izmed komisarjev. Bil je svetovalec mnogim organizacijam, vključno z zračno posadko Združenih narodov. Skupaj z teoretičnim fizikom Edwardom Tellerjem, matematikom Stanislavom Ulamovom in ostalimi je sodeloval pri ključnih korakih v jedrski fiziki, povezani z termojedrskimi reakcijami in vodikovo bombo.

### Ergodijska teorija
Von Neumann je temeljno prispeval k ergodijski teoriji in seriji člankov objavljenih leta 1932. K tem člankom o ergodijski teoriji je Paul Halmos zapisal, da tudi če ne bi von Neumann naredil ničesar več, bi  njegova matematika zagotovo postala nesmrtna. Za prispevek tej teoriji si je pomagal tudi z lastnim člankom o teoriji operatorjev. 

### Teorija operatorjev
Von Neumann je predstavil študijo kolobarjev operatorjev v von Neumannovi algebri. To je *-algebra omejenih operaterjev v Hilbertovem prostoru, ki je zaprt v šibkem topološkem operaterju in vsebuje identiteto operaterja. Direktni integral je bil predstavljen leta 1949 s strani von Neumanna.

### Teorija mere
Tudi pri tej teoriji je prispeval velik del, saj je že znani dodal nove rešitve. "Tako po von Neumannu, sprememba skupin naredi razliko in ne sprememba prostora.’’ V svoji znanstveni razpravi iz leta 1936 o analitični teoriji mere je uporabil Haarov izrek in z njim rešitev Hilbertovega petega problema. Dve leti pozneje je prejel Bocherhevo nagrado za delo v matematični analizi.

### Mrežna teorija
Med letoma 1937 in 1939 je von Neumann delal na mrežni teoriji. Teoriji o delni urejenosti množic, v katerih imata vsaka 2 elementa najmanjšo in manjšo višjo mejo.

### Matematično oblikovanje kvantne mehanike
Von Neumann je bil prvi, ki je natančno dokazal matematične temelje kvantne mehanike, poznane kot aksiomi Dirac–von Neumann (opisani v delu “Mathematical Foundations of Quantum Mechanics). Ko je končal aksomiatizacijo teorije množic, je začel aksomiatizacijo kvantne mehanike. Dojel je da je trditev kvantnega sistema lahko predstavljena s točko v Hilbertovem prostoru, ki je v splošnem neskončno smeren celo za en delec.
V tem formalizmu kvantne mehanike, je opazovana količina kot sta na primer pozicija ali moment predstavljena kot linearni operator v Hilbertovem prostoru v sodelovanju s kvantnim sistemom.

### Kvantna logika
V znani znanstveni razpravi leta 1936 v sodelovanju z Garrettom Birkhoffom je bila prvič predstavljena kvantna logika. Prvič sta dokazala, da kvantna mehanika potrebuje propozicijsko logiko precej drugače od vseh običajnih logik za kvantno logiko. Primer: fotoni ne morejo skozi dva zaporedna filtra, pri čemer je eden postavljen vodoravno in drugi navpično. Torej foton ne more skozi filtre, tudi če dodamo enega diagonalno pred ali po ostalih dveh. Ampak če postavimo diagonalni filter med prejšnja dva, bo proton šel skozi. Ta poskus je vpeljan v logiko kot nekomutitativnost konjunkcije. 

### Teorija iger
Von Neumann je zasnoval področje teorije iger kot matematično disciplino. Leta 1928 je dokazal svojo ti. minimax teorijo. Ta teorija dokazuje, da v igri vsote nič z odličnimi informacijami (to pomeni, da igralec v vsakem trenutku pozna vse poteze do tega trenutka), obstaja par strategij za oba igralca, ki omogoča vsakemu, da minimalizira svoje maksimalne izgube.
Ko preučujemo vse možne strategije, moramo upoštevati vse možne nasprotnikove odgovore, potem lahko igralec odigra potezo, ki mu bo prinesla najmanjše izgube. 

### Matematična ekonomija
Von Neumann je preko mnogih publicističnih delih dvignil intelektualni in matematični nivo ekonomije. Za njegov model naraščujoče ekonomije, je von Neumann dokazal edinstvenost in obstoj ravnotežja, s pomočjo generalizacije Brouwerjevega izreka o negibni točki. Model obravnava tako imenovano “matrični svinčnik”.
Von Neumann je iskal vektorje p in q  in pozitivno število λ, ki bi rešila komplementarno enačbo.

### Linearno programiranje
Grajenje njegovega programa na podlagi igre kalupov in na njegovih modelih naraščujoče ekonomije, je von Neumann razvil teorijo dvojnosti in linearnega programiranja. Po tem, ko je Georg Dantzig opisal svoje delo v parih minutah, je von Neumann neučakano prosil naj preide k bistvu. Dantzig je osuplo poslušal, ko je von Neumann izvedel eno urno lekcijo o konveksni seriji, teoriji fiksne točke in teorijo dvojnosti, domneval enakovrednost med igro kalupov in linearnim programiranjem.

### Matematika v statistiki
Von Neumann je naredil temeljne prispevke k “matematični statistiki”. Leta 1941, je izpeljal točno porazdelitev razmerja povprečnega kvadrata zaporednih razlik, varianco vzorca neodvisne spremenljivke in normalno porazdeljenih spremenljivk.

### Dinamika tekočin
Von Neumann je naredil temeljne prispevke v odkrivanju problemov v numerični hidrodinamiki. V tridesetih letih 19. stoletja je postal “oče” matematike eksplozivnih nabojev (ang. shaped charge).
Obvladovanje matematike:
Stan Ulman, ki je dobro poznal von Neumanna, je opisal njegovo obvladovanje matematike tako: “Večino matematikov pozna eno metodo. Na primer, Norbert Wiener je obvladal Fourierove transformacije. Drugi matematiki so osvoji dve teoriji in so res impresionirali tiste, ki pozna le eno od dveh. Von Neumann je obvladal tri metode”.

### Jedrska orožja

#### Projekt Manhattan
V začetkih tridesetih 18. stoletja je von Neumann izdelal ekspertizo za eksplozije, ki je ga je težko razložiti matematično. V tem času je bil v glavni vlogi pri razvoju eksplozivnih nabojev. To ga je vodilo k številnim svetovanjem, v večino za mornarico, kar je kasneje vodilo v povabilo za sodelovanje v Projektu. Vpletenost je vsebovala pogosta potovanja z vlakom v skrivna raziskovalna poslopja v Los Alamosu.
Šlo je za skrivni vojaški projekt med drugo svetovno vojno. Namen tega projekta je bil, da ZDA v sodelovanju z Združenim kraljestvom in Kanado kot prve na svetu izdelajo atomsko bombo. V tem času so se zavezniki bali, da bi Nemci in njihovi strokovnjaki izdelali podobno uničevalno orožje. Vodje raziskav so bili fizik Julius Robert Oppenheimer, vodja fizikalnega oddelka, Hans Albrecht Bethe, vodja teoretičnega dela, in koordinator general Leslie R. Groves. Po vojni se je izkazalo, da je bila bojazen zaveznikov odveč, saj so uspeli Nemci usposobiti le majhen jedrski reaktor, niso bili sposobni ali voljni zagotoviti dovolj goriva in tudi še niso na veliko razmišljali o jedrskem orožju, saj naj bi bilo tedaj to le zapravljanje energije in dragih surovin.
Rezultat Projekta Manhattan je bil načrtovanje, izdelava in sprožitev treh atomskih bomb leta 1945. Prvo, iz plutonija, z imenom Trojstvo (Trinity) so sprožili 16. julija v puščavi blizu Alamogordo v Novi Mehiki. Drugo, uranovo, Deček (Little Boy) so odvrgli in sprožili 6. avgusta nad Hirošimo na Japonskem. Tretja, spet plutonijeva, Debeluh (Fat Man), je eksplodirala nad Nagasakijem (Japonska), samo tri dni po eksploziji v Hirošimi.
Za vojaško služenje pri projektu je bil nagrajen z medaljo za zasluge, s strani mornarice (Distinguished Civilian Service Award).

#### Komisija atomske energije
Leta 1950 je von Neumann postal svetovalec Weapons Systems Evaluation Group (WSEG), čigar funkcija je bila, da je svetoval ameriškemu ministrstvu za obrambo na področju razvoja in uporabi novih tehnologij.
Leta 1955 pa je postal komisar AEC. Sprejel je pozicijo in jo kasneje uporabil za proizvodnjo vodikove bombe, dovolj kompaktne za medcelinsko raketo. Vključil se je v popravljanje hudega pomanjkanja tritija in litija, ki so bili ključni za kompaktna orožja.

## Model računalnika
John von Neumann je v prvi polovici dvajsetega stoletja zasnoval osnovno zgradbo računalnika in ga povezal z njegovimi osnovnimi funkcijami. Te so:
- vnos podatkov v računalnik,
- obdelava podatkov,
- pomnjenje podatkov,
- izhod podatkov iz računalnika.
Ko te enote, povezane z osnovnimi funkcijami računalnika združimo v model računalnika dobimo tako imenovani Von Neumannov model računalnika.
Osnovne sestavne dele računalnika lahko razdelimo na štiri skupine. To so  CPE, vhodne enote, pomnilnik in izhodne enote. Vse enote so medsebojno povezane z vodili.
Glavni problem Von Neumannovega računalnika je vodilo med CPE in pomnilnikom, ki v tem sistemu predstavlja ozko grlo. Računalnik ne more delovati hitreje, kot to dopušča vodilo. Hkrati na vodilu ne more biti več podatkov. Ta problem je rešila alternativna arhitektura, ki so jo poimenovali Harvardska arhitektura računalnika. Ta je pomnilnik razbila na dva dela. V enem delu so bili samo podatki. V drugem delu so bili ukazi (program).
Tako je tak računalnik lahko hkrati zajemal en ukaz (komunikacija z ukaznim pomnilnikom) in izvrševal drug ukaz (komunikacija s podatkovnim pomnilnikom).
Današnji računalniki so v glavnem zgrajeni v  Von Neumannovi arhitekturi z elementi Harvardskega sistema. Harvardski sistem se v glavnem uporablja pri mikrokrmilnikih.

## Vremenski sistem
Von Neumanova ekipa je s pomočjo ENIAC računalnika, predstavila prvo numerično vremensko napoved. Njegovi interesi v vremenski sistem in meteorološke napovedi so ga vodile v predlog manipulacije okolja. To bi dosegel s pomočjo širitve barvil na “polarne vrhove”, da bi izboljšal absorbacijo sončne radiacije in s tem vzpodbujal globalno segrevanje.
Bil je prvi znanstvenik, ki je omenil teorijo globalnega segrevanja. Predvideval je, da bo prekomerno kurjenje premoga vodilo v “generalno pregrevanje zemeljskega površja”.

## Dela
Objavil je preko 150 brušur: 60 o čisti matematiki, 20 o fiziki, 60 o uporabni matematike… Njegovo zadnje delo, nedokončan rokopis, napisan, med časom ko je bil v bolnici, je bilo zbrano in objavljeno v knjigi Računalnik in možgani (The Computer and the brain).
·        1923. On the introduction of transfinite numbers, 346–54.
·        1925. An axiomatization of set theory, 393–413.
·        1932. Mathematical Foundations of Quantum Mechanics, Beyer, R. T., trans., Princeton Univ. Press. 1996 edition: 
·        1937. von Neumann, John (1981). Halperin, Israel, ed. Continuous geometries with a transition probability. Memoirs of the American Mathematical Society. 34. 
·        1944. Theory of Games and Economic Behaviour, with Morgenstern, O., Princeton Univ. Press
·        1945. First Draft of a Report on the EDVAC TheFirstDraft.pdf
·        1948. "The general and logical theory of automata," in Cerebral Mechanisms in Behavior: The Hixon Symposium, Jeffress, L.A. ed., John Wiley & Sons, New York, N. Y, 1951
·        1960. von Neumann, John (1998). Continuous geometry. Princeton Landmarks in Mathematics. Princeton University Press
·        1963. Collected Works of John von Neumann, Taub, A. H., ed., Pergamon 1966. Theory of Self-Reproducing Automata, Burks, A. W., ed., University of Illinois Press.

## Odlikovanja
Po njem je poimenovana nagrada Inštitut za operacijske raziskave in znanosti upravljanja za teorijo. Poleg te pa tudi nekaj drugih, tako kot številni centri in združenja.
Po njem je poimenovan krater na luni: von Neumann.